# Rivière Thompson (tillflöde till Lac Notawassi)
Rivière Thompson är ett vattendrag i Kanada.   Det ligger i provinsen Québec, i den sydöstra delen av landet, 190 km norr om huvudstaden Ottawa. Rivière Thompson ligger vid sjön Lac Notawassi.
I omgivningarna runt Rivière Thompson växer i huvudsak blandskog. Trakten runt Rivière Thompson är nära nog obefolkad, med mindre än två invånare per kvadratkilometer.